# Eduard Zběhlík
Eduard Zběhlík (28. srpna 1867 Chotěboř – 2. října 1950) byl český matematik a učitel.

## Život
Eduard Zběhlík po absolvování reálné školy v Pardubicích v roce 1886 a krátké službě u pošty studoval na ČVUT v Praze a na Univerzitě Karlově. Na ČVUT se stal asistentem deskriptivní geometrie u Václava Lavičky. Poté působil na reálné škole v Rakovníku a na obchodní akademii v Chrudimi. V letech 1897 až 1901 byl suplentem na reálné škole v Brně v Křenové ulici. Ve školním roce 1901/02 byl asistentem Jana Sobotky na Vysokém učení technickém v Brně. V letech 1902 až 1909 byl profesorem na reálné škole v Prostějově. Poté byl až do odchodu do důchodu v roce 1927 profesorem na druhé brněnské reálce.